# Фединская
Фединская — деревня в Шатурском муниципальном районе Московской области. Входит в состав Дмитровского сельского поселения. Население — 0 чел. (2010).

## Расположение и транспорт
Деревня Фединская расположена в центральной части Шатурского района, расстояние по автодорогам до МКАД порядка 141 км, до райцентра — 28 км, до центра поселения — 15 км. Ближайшие населённые пункты — деревни Маланьинская, почти примыкающая с северо-востока (здесь расположена автобусная остановка маршрутов № 27 и 40), а также Пожога к западу.
Высота над уровнем моря 147 м.

## Название
В письменных источниках деревня упоминается как Фединская.
Название, вероятно, связано с фамилией Федин.

## История

### С XVII века до 1861 года
Впервые упоминается в писцовой Владимирской книге В. Кропоткина 1637—1648 гг. как деревня Фединская Бабинской кромины волости Муромское сельцо Владимирского уезда Замосковного края Московского царства. Деревня принадлежала стряпчему хлебного дворца Казарину Федосеевичу Совину.
В результате губернской реформы 1708 года деревня оказалась в составе Московской губернии. После образования в 1719 году провинций деревня вошла во Владимирскую провинцию, а с 1727 года — во вновь восстановленный Владимирский уезд.

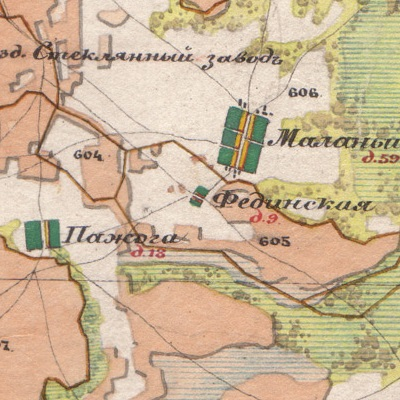
Деревня Фединская на карте 1850 года

В 1778 году образовано Рязанское наместничество (с 1796 года — губерния). После этого вплоть до начала XX века деревня Фединская входила в Егорьевский уезд Рязанской губернии.
Последним владельцем деревни перед отменой крепостного права был князь Дмитрий Алексеевич Лобанов-Ростовский.
По сведениям 1859 года Фединская — владельческая деревня 1-го стана Егорьевского уезда по правую сторону Владимирского тракта, при колодце, в 46 верстах от уездного города и 23 верстах от становой квартиры.

### 1861—1917
После реформы 1861 года из крестьян деревни было образовано одно сельское общество, деревня вошла в состав Семёновской волости.
В 1885 году был собран статистический материал об экономическом положении селений и общин Егорьевского уезда. В деревне было общинное землевладение. Земля была поделена по работникам. Практиковались переделы мирской земли — пашня делилась ранее ежегодно, в последний раз в 1883 году сроком на 9 лет, луга ежегодно. Надельная земля находилась в одной меже. Сама деревня находилась с краю надельной земли, дальние полосы отстояли от деревни на полверсты. Пашня была разделена на 57 участков. Длина душевых полос от 10 до 70 саженей, а ширина от 2 до 8 аршин. Кроме надельной земли, крестьяне деревни получили 16 десятин дарственной земли от господина Юкина, разделенной на три участка.
Почвы были супесчаные и песчаные, луга отчасти суходольные, отчасти болотистые. Прогоны были неудобные. Выгонные земли небольшие, поросшие мелким и редким лесом, употреблявшимся для изгородей и частично для топлива. Однако этого не хватало, и для отопления также покупали дрова в соседних рощах. В деревне был рытый пруд и 3 колодца с хорошей водой. Своего хлеба не хватало, поэтому его покупали в Дмитровском Погосте, а иногда и в Егорьевске. Сажали рожь, гречиху и картофель. У крестьян было 12 лошадей (в том числе 1 жеребёнок), 15 коров и 14 телят, 12 овец, 8 свиней, плодовых деревьев не было, пчёл не держали. Избы строили деревянные, крыли деревом и железом, топили по-белому.
Деревня входила в приход села Никола Вышелес, в школу дети ходили в Семёновскую (но мало из-за дальности расстояния). Местный промысел — гончарный для мужчин (16 человек) и тканьё нанки для женщин (12 человек). На весну все гончары уходили в плотники в Покровский и Бронницкий уезды.
По данным 1905 года основными промыслами в деревне оставались ткачество нанки и гончарный промысел. Ближайшее почтовое отделение было в Егорьевске, земская лечебница — в селе Туголес.

### 1917—1991
В 1922 году Егорьевский уезд вошёл в состав Московской губернии, деревня попала в Лузгаринскую волость. Был образован Маланьинский сельсовет, куда вошла деревня Фединская.
В ходе реформы административно-территориального деления СССР в 1929 году деревня вошла в состав Дмитровского района Орехово-Зуевского округа Московской области. В 1930 году округа были упразднены, а Дмитровский район переименован в Коробовский.
В 1939 году деревня Фединская в составе Маланьинского сельсовета вошла в Кривандинский район.
В 1954 году территорию упразднённого Маланьинского сельсовета передали в Семёновский сельсовет.
11 октября 1956 года Кривандинский район был упразднен, территория перешла в состав Шатурского района.
С конца 1962 года по начало 1965 года деревня Фединская входила в Егорьевский укрупнённый сельский район, созданный в ходе неудавшейся реформы административно-территориального деления, после чего деревня в составе Семёновского сельсовета вновь передана в Шатурский район.
С 14 марта 1977 года деревня входит в Дмитровский сельсовет.

### С 1991 года
В 1994 году Дмитровский сельсовет был преобразован в Дмитровский сельский округ.
В 2005 году образовано Дмитровское сельское поселение, в которое вошла деревня Фединская.

## Население
| 1859 | 1868 | 1885 | 1905 | 1926 | 1970 |
| ---- | ---- | ---- | ---- | ---- | ---- |
| 52   | ↗60  | ↗75  | ↗102 | ↗104 | ↘9   |
| 1993 | 2002 | 2006 | 2010 |      |      |
| ↘0   | →0   | →0   | →0   |      |      |

В переписях за 1858 (X ревизия), 1859 и 1868 годы учитывались только крестьяне. Число дворов и жителей: в 1850 году — 9 дворов, в 1858 году — 26 муж., 27 жен., в 1859 году — 6 дворов, 26 муж., 26 жен., в 1868 году — 11 дворов, 29 муж., 31 жен.
В 1885 году был сделан более широкий статистический обзор. В деревне проживало 64 крестьянина (12 дворов, 34 муж., 30 жен.), а также 2 неприписанных семьи (5 муж., 6 жен.). На 1885 год грамотность среди крестьян деревни составляла 8 % (5 человек из 64), также 3 мальчика посещали школу.
В 1905 году в деревне проживало 72 человека (16 дворов, 42 муж., 30 жен.), однако общим числом написано 102.
В 1926 году — 104 человека (21 хозяйство, из которых 20 крестьянских, 47 муж., 57 жен.).
По результатам переписи населения 2010 года в деревне не было постоянного населения.